# Vera Zorina
Vera Zorina (Berlín, 2 de enero de 1917-Santa Fe, Nuevo México, 9 de abril de 2003) fue una coreógrafa, bailarina, recitante y actriz alemana naturalizada estadounidense.

## Biografía
Nacida Eva Brigitta Hartwig de padre alemán y madre noruega, ambos cantantes, se educó en el Liceo berlinés y recibió lecciones de danza de Olga Preobrazhénskaya y Nicholas Legat.
A los 12 años, Max Reinhardt la presentó en Sueño de una noche de verano (1929) y Los cuentos de Hoffmann (1931). En 1933 se incorporó al Ballet Ruso de Montecarlo cambiando su nombre por el de Vera Zorina. A los 19 participó en el musical On Your Toes (1937) con coreografía de Balanchine que se convertiría en su marido. Presente en el teatro el productor Samuel Goldwyn, la vio, se enamoró de ella y la contrató por siete años durante los cuales actuó en varias películas de Hollywood. Luego de siete películas fue considerada para Por quién doblan las campanas (película) pero después de una semana de filmación fue reemplazada por Ingrid Bergman.
En 1948 protagonizó el debut estadounidense de Juana de Arco en la hoguera de Arthur Honegger dirigida por Charles Münch y nuevamente en 1966 con Seiji Ozawa. Asimismo fue la Perséphone dirigida por su compositor Igor Stravinsky (repitió el papel en 1982 televisado por PBS).
Fue directora del Ballet y Opera de Noruega (Den Norske Opera & Ballet) y como consejera del Lincoln Center y la Ópera de Santa Fe en Nuevo México.
En 1986, publicó su autobiografía Zorina (New York: Farrar Straus & Giroux. 1986)
De gran belleza tuvo entre sus amantes a Léonide Massine, Orson Welles, Douglas Fairbanks, Jr. y Erich Maria Remarque. Fue la segunda esposa de George Balanchine, estuvieron casados entre 1938 y 1946 cuando se volvió a casar, con el empresario Goddard Lieberson, presidente de Columbia Records con quien permaneció unida hasta su fallecimiento en 1977, fue padre de sus dos hijos, el compositor  Peter Lieberson (1948-2011), y el fallecido Jonathan Lieberson.
Se volvió a casar en 1991, con el clavecinista Paul Wolfe con quien vivió hasta su muerte a los 86 años. Su cuerpo fue cremado y sus cenizas fueron entregadas a la familia.